# Брахми
Брахми е древна писменост, възникнала и използвана на териториите на днешните държави Индия, Пакистан и Бангладеш. Въпреки че не се употребява вече, брахми има голяма историческа значимост, тъй като от нея водят началото си повечето от днешните индийски писмености, включително деванагари, както и писменостите на множество народи извън индийския субконтинент, попаднали в някакъв етап от историята си под индийско културно влияние.

## История и разпространение

### Възникване и разпространение
Най-ранните засвидетелствани исторически паметници, използващи брахми, са надписите на древноиндийския владетел Ашока, царувал през 3 век преди н.е. Въпреки това се смята, че писмеността е възникнала далеч по-рано, към 5 век преди н.е., а може би дори по-рано.
Брахми е била използвана за изписването на редица езици, между които е и санскрит.

### Произход
Има няколко теории за произхода на писмеността. Според някои учени брахми се е появила под влияние на т.нар. западносемитски писмености, измежду които е финикийската писменост. Доказателствата в подкрепа на тази теория се основават на приликите между брахмическите букви и тези на гореспоменатата група писмености. Друга теория поддържа хипотезата за влияние от страна на южносемитските писмености, основаваща се на подобни доводи. Има и учени, подкрепящи теорията, че брахми е наследник на писмеността, използвана от древната цивилизация от река Инд, изчезнала към началото на второто хилядолетие преди н.е. Последната хипотеза не е широкоприета, тъй като между изчезването на гореспоменатата цивилизация и появата на брахми има разлика от около петстотин години.

### Разчитане
Последните надписи, използващи брахми, са датирани към 5 век, след което писмеността бива забравена. Едва през 1837 година, англичанинът Джеймс Принсип (James Princep) успява да разчете древната писменост.

### Значение
Брахми е родоначалникът на почти всички употребявани днес индийски писмености, между които са широко разпространените деванагари и бенгалската писменост. Също така редица народи, попадали в някой етап от историята си под индийско културно влияние, са развили своите писмености на основата на брахми или някоя от производните ѝ индийски писмености. Такъв е случаят например с кхмерската, лаоската, тибетската и тайската писмености. Повлияни се оказват дори писмености като японските катакана и хирагана, при които редът на гласните следва традицията на брахми.

## Особености
Брахми се причислява към разновидността писмености абугида, при които буквите служат за обозначаване на съгласните звукове от езика, а гласните се отбелязват посредством допълнителни чертички, добавени към буквата, бележеща предходната съгласна.
Посоката на писане първоначално е била от дясно наляво, както е при семитските писмености, но към 3 век става от ляво надясно.

## Компютърна поддръжка
Към днешна дата Уникод все още няма определен интервал за буквите и символите от писмеността брахми. Въпреки това в интернет пространството могат да бъдат намерени шрифтове за брахми.